# Park Joon-gang
Đây là một tên người Triều Tiên, họ là Park.
Park Joon-Gang (tiếng Hàn: 박준강; sinh ngày 6 tháng 6 năm 1991) là một cầu thủ bóng đá Hàn Quốc thi đấu ở vị trí hậu vệ phải cho Busan IPark.

## Sự nghiệp
Park được lựa chọn bởi Busan IPark ở đợt tuyển quân K League. Anh ghi bàn thắng đầu tiên cho câu lạc bộ trước Gyeongnam FC ngày 3 tháng 8. Park là lựa chọn ưu tiên ở vị trí hậu vệ phải in mùa giải 2013.

## Thống kê sự nghiệp câu lạc bộ
Tính đến 4 tháng 12 năm 2017
| Thành tích câu lạc bộ | Thành tích câu lạc bộ | Thành tích câu lạc bộ | Giải vô địch | Giải vô địch | Cúp     | Cúp       | Play-off | Play-off  | Tổng cộng | Tổng cộng |
| Mùa giải              | Câu lạc bộ            | Giải vô địch          | Số trận      | Bàn thắng    | Số trận | Bàn thắng | Số trận  | Bàn thắng | Số trận   | Bàn thắng |
| --------------------- | --------------------- | --------------------- | ------------ | ------------ | ------- | --------- | -------- | --------- | --------- | --------- |
| 2013                  | Busan IPark           | K League 1            | 30           | 1            | 3       | 0         | -        | -         | 33        | 1         |
| 2014                  | Busan IPark           | K League 1            | 14           | 0            | 2       | 0         | -        | -         | 16        | 0         |
| 2015                  | Busan IPark           | K League 1            | 20           | 0            | 0       | 0         | 2        | 0         | 22        | 0         |
| 2016                  | Sangju Sangmu         | K League 1            | 9            | 0            | 0       | 0         | 0        | 0         | 9         | 0         |
| 2017                  | Sangju Sangmu         | K League 1            | 7            | 0            | 2       | 0         | 0        | 0         | 9         | 0         |
| Tổng cộng sự nghiệp   | Tổng cộng sự nghiệp   | Tổng cộng sự nghiệp   | 80           | 1            | 7       | 0         | 2        | 0         | 89        | 1         |